# جامعة الملك دانيال
جامعة الملك دانيال مؤسسة تعليم عالي أوكرانية، (بالأوكرانية: У́ніверситет Ко́роля Да́нила) هي جامعة تقع في إيفانو فرانكيفسك أوبلاست، أوكرانيا. تأسست هذه الجامعة في سنة 1997